# Natti Natasha
Natalia Alexandra Gutiérrez Batista (Santiago de los Caballeros, República Dominicana; 10 de diciembre de 1986), conocida artísticamente como Natti Natasha, es una cantante y compositora dominicana.
Incurriendo en el reguetón, pop latino y bachata durante su desarrollo artístico, ha sido premiada en los premios Reggaeton Italia Awards, Billboard, Premios Tu Mundo, entre otras importantes celebraciones que reconoce el talento latino.

## Primeros años
Las primeras presentaciones que hizo se remonta a sus participaciones en la iglesia a la cual asistía de niña, en donde tuvo la oportunidad de participar en diferentes actividades artísticas que se desarrollaban con el grupo infantil, sus padres, deciden inscribirla en la Escuela de Bellas Artes de Santiago a los ocho años de edad. Fue allí, donde por primera vez toma clases de canto, perfeccionando sus dotes vocales y su fuerza interpretativa, y donde nace su sueño de convertirse en artista.
A los dieciocho años, comenzó a escribir y a grabar sus propias canciones, realizando diferentes presentaciones musicales que se efectuaron en su natal Santiago y junto a sus amigos, decidió formar el grupo musical D'Style, llegando a grabar algunas canciones musicales, la agrupación no logró los resultados esperados y con el tiempo se desintegró. Fue corista del grupo Ingco Crew, participando en algunas canciones como «Chocolate», pero dicho grupo también terminó por desintegrarse. Como resultado, decidió poner en una breve pausa su corta trayectoria musical.
Tiempo después, retomó su carrera con la intención de lanzarse como solista en el género urbano; durante esta época se reencontró con el productor musical Link- On, quien ya para ese momento pertenecía al equipo de productores musicales del Orfanato Music Group. Al poco tiempo, una de sus canciones, comenzó a escucharse en el estudio, hasta llegar a Don Omar, quien quedó impresionado con su talento y decidió firmarla en su sello.

## Carrera musical

### 2010-2014: El Orfanato yAll About Me
Debutó con Orfanato Music Group grabando «Hold Ya» (Remix) con Gyptian y Don Omar en 2010; tiempo en que tuvo participaciones en varios proyectos discográficos, como fue la compilación de temas en el disco Meet the Orphans. En 2011, colaboró con Don Omar en la canción «Dutty Love», misma que fue lanzada en febrero de ese mismo año, tema que le hizo ganar tres premios Billboard Latinos. Su voz fue incluida en otras canciones y remezclas tales como: «Tu recuerdo» en 2011, «Te dijeron» (Remix) en 2012, entre otros.  En 2012, lanzó el EP All About Me, siendo este su primer material en inglés de compilación musical. Realizó una colaboración en 2013 de temática romántica junto a Farruko en «Crazy In Love» y publicó su primer sencillo como solista «Makossa», el cual alcanzó el puesto 1 de la lista Reggaeton Italia Chart y se posicionó como uno de los temas más escuchados en Funx Holanda por dos semanas consecutivas.[cita requerida] En 2014, presentó un unplugged titulado «Que pasa», el cual fue producido por Gio Williams y grabado en los estudios de El Orfanato, para más tarde concluir su contrato con Don Omar.

### 2015-2017: Pina Records
Empezó a trabajar por primera vez con Pina Records en 2015 para el álbum La melodía de la calle: 3rd Season de Tony Dize con la canción «Te falto el valor» y para el álbum The Last Don 2 de Don Omar con la canción «Perdido en tus ojos», tema que ganó disco de platino en España a través de PROMUSICAE.
Participó en las canciones «Amor de locos» y «Magia» de los álbumes The King Of Romance del cantante Ken-Y y Latidos del rapero Lápiz Conciente en 2016. Ese mismo año, la cantante Natti Natasha se convirtió en la primera artista femenina en firmar con el sello Pina Records, lanzando su primer sencillo bajo este titulado «Otra cosa» en colaboración con Daddy Yankee, la cual se lanzó el 9 de diciembre de 2016, su video musical dirigido por Luieville & Company se lanzaría al año siguiente. Comercialmente, la canción alcanzó su punto máximo en el número uno en la República Dominicana y en el número 21 en la lista de canciones latinas de los Estados Unidos.
En 2017, publicó su canción «Criminal» junto a Ozuna, tema compuesto por ambos cantantes junto a Jhay Cortez, y que logró posicionarse en el puesto 5 de la lista de Hot Latin Songs, y alcanzar los 2 mil millones de visitas en Youtube.

### 2018-2020:Iluminatti
Durante el 2018, realizó diversas colaboraciones junto a artistas como: Thalía, con quien grabó «No me acuerdo»; Bad Bunny grabando «Amantes de una noche», y Becky G con «Sin pijama», canción que se posicionó en el puesto 4 de la lista Hot Latin Songs. En 2018, se convirtió en la mujer más vista de YouTube.
Lanzó su primer álbum de estudio titulado Iluminatti el 15 de febrero de 2019. El disco contó con 17 canciones y colaboraciones con Kany García y Anitta. Iluminatti debutó en el número tres de la lista estadounidense Top Latin Albums de Billboard con 7.000 unidades vendidas, lo que la convierte en la semana de apertura más grande para un álbum latino de una artista femenina desde El dorado de Shakira. En el 2019 colaboró con Daddy Yankee, los Jonas Brothers y Sebastián Yatra en la canción «Runaway».

### 2021-presente: Sony Music
A inicios de 2021, inició su contrato con el sello discográfico Sony Music, con el que lanzó el primer sencillo de su álbum Nattividad, Antes Que Salga el Sol junto con Prince Royce.

## Vida privada
Es vegana desde el año 2015.
Confirmó su relación amorosa con el productor Raphy Pina, dueño de Pina Records a finales de enero de 2021. El 18 de febrero de ese año, tras ganar un Premio Lo Nuestro en la categoría Canción Tropical del Año, hizo público su embarazo.
El 22 de mayo de 2021 nació su hija Vida Isabelle en el hospital South Miami, Estados Unidos.
El 11 de junio de 2025 anunció su segundo embarazo, postergando su gira Natti tour para el 2026.

## Discografía
Álbumes de estudio
- 2019: Iluminatti
- 2021: Nattividad
- 2023: Nasty Singles
- 2025: Natti Natasha en Amargue

EPs
- 2012: All About Me

## Giras
- Natti Natasha Europa Tour (2018)
- Iluminatti Tour (2019)
- NattiVidad Tour (2022)

## Premios y reconocimientos
| Año  | Premios                      | Categoría                                                             | Trabajo nominado                                              | Resultado | ref           |
| ---- | ---------------------------- | --------------------------------------------------------------------- | ------------------------------------------------------------- | --------- | ------------- |
| 2018 | Premios Soberano             | Artista y/o agrupación destacada en el extranjero                     | Ella misma                                                    | Ganadora  | [ 39 ]        |
| 2018 | Premios Soberano             | Colaboración del año                                                  | «Criminal»                                                    | Ganadora  | [ 40 ]        |
| 2018 | Billboard Latin Music Awards | Artista del año femenina                                              | Ella misma                                                    | Nominada  | [ 41 ]        |
| 2018 | Latin American Music Awards  | Artista favorita femenina                                             | Ella misma                                                    | Nominada  | [ 42 ]        |
| 2018 | Heat Latin Music Awards      | Mejor artista femenina                                                | Ella misma                                                    | Ganadora  | [ 43 ]        |
| 2018 | Heat Latin Music Awards      | Mejor colaboración                                                    | «Criminal»                                                    | Ganadora  | [ 43 ]        |
| 2018 | MTV MIAW                     | FT del Año                                                            | «Criminal»                                                    | Nominada  | [ 44 ]        |
| 2019 | Premios Soberano             | Artista y/o agrupación destacada en el extranjero                     | Ella misma                                                    | Ganadora  | [ 39 ]        |
| 2019 | Heat Latin Music Awards      | Mejor Colaboración                                                    | «Criminal»                                                    | Nominada  | [ 45 ]        |
| 2019 | MTV MIAW                     | Artista Viral                                                         | Ella misma                                                    | Ganadora  | [ 46 ] [ 47 ] |
| 2019 | Telemundo's Tu Musica        | Artista femenina internacional                                        | Ella misma                                                    | Ganadora  | [ 48 ]        |
| 2019 | Telemundo's Tu Musica        | Canción internacional                                                 | «Sin pijama»                                                  | Ganadora  | [ 48 ]        |
| 2019 | Telemundo's Tu Musica        | Vídeo internacional                                                   | «Sin pijama»                                                  | Nominada  | [ 48 ]        |
| 2019 | Telemundo's Tu Musica        | Vídeo internacional                                                   | «Quien sabe»                                                  | Ganadora  | [ 48 ]        |
| 2019 | Telemundo's Tu Musica        | Remix del año                                                         | «Dura»                                                        | Ganadora  | [ 48 ]        |
| 2019 | Telemundo's Tu Musica        | Remix del año                                                         | «Zum Zum (Remix)"                                             | Ganadora  | [ 48 ]        |
| 2019 | Premios Lo Nuestro           | Canción del año                                                       | «Quien sabe»                                                  | Nominada  | [ 49 ] [ 50 ] |
| 2019 | Premios Lo Nuestro           | Remix del año                                                         | «Dura (Remix)»                                                | Nominada  | [ 49 ] [ 50 ] |
| 2019 | Premios Lo Nuestro           | Remix del año                                                         | «El baño (Remix)»                                             | Nominada  | [ 49 ] [ 50 ] |
| 2019 | Premios Lo Nuestro           | Colaboración del año                                                  | «Justicia»                                                    | Nominada  | [ 49 ] [ 50 ] |
| 2019 | Premios Lo Nuestro           | Canción urbana del año                                                | «Dura (Remix)»                                                | Nominada  | [ 49 ] [ 50 ] |
| 2019 | Premios Lo Nuestro           | Canción urbana del año                                                | «El baño (Remix)»                                             | Nominada  | [ 49 ] [ 50 ] |
| 2019 | Premios Lo Nuestro           | Canción urbana del año                                                | «Sin pijama»                                                  | Ganadora  | [ 49 ] [ 50 ] |
| 2019 | Premios Lo Nuestro           | Artista femenina urbana del año                                       | Ella misma                                                    | Nominada  | [ 49 ] [ 50 ] |
| 2019 | Premios Lo Nuestro           | Colaboración urbana del año                                           | «Dura (Remix)»                                                | Nominada  | [ 49 ] [ 50 ] |
| 2019 | Premios Lo Nuestro           | Colaboración urbana del año                                           | «El baño (Remix)»                                             | Nominada  | [ 49 ] [ 50 ] |
| 2019 | Premios Lo Nuestro           | Colaboración urbana del año                                           | «Sin pijama»                                                  | Ganadora  | [ 49 ] [ 50 ] |
| 2019 | Premios Lo Nuestro           | Canción del año tropical                                              | «Justicia»                                                    | Nominada  | [ 49 ] [ 50 ] |
| 2019 | Premios Lo Nuestro           | Canción del año tropical                                              | «Quien sabe»                                                  | Ganadora  | [ 49 ] [ 50 ] |
| 2019 | Premios Lo Nuestro           | Colaboración tropical del año                                         | «Justicia»                                                    | Ganadora  | [ 49 ] [ 50 ] |
| 2019 | Premios Lo Nuestro           | Colaboración pop/rock del año                                         | «No me acuerdo»                                               | Nominada  | [ 49 ] [ 50 ] |
| 2019 | Billboard Latin Music Awards | Artista nuevo del año                                                 | Ella misma                                                    | Nominada  | [ 51 ]        |
| 2019 | Billboard Latin Music Awards | Artista del año femenina                                              | Ella misma                                                    | Ganadora  | [ 51 ]        |
| 2019 | Latin American Music Awards  | Artista Femenina Favorita                                             | Ella misma                                                    | Nominada  | [ 52 ]        |
| 2019 | Premios Juventud             | Ritmo en la Regadera                                                  | «Me gusta»                                                    | Nominada  | [ 53 ]        |
| 2019 | Premios Juventud             | Coreografías que me Matan                                             | «Me gusta»                                                    | Nominada  | [ 53 ]        |
| 2019 | Premios Juventud             | Quiero más                                                            | Ella misma                                                    | Nominada  | [ 53 ]        |
| 2020 | Telemundo's Tu Musica        | Top Artista Femenina                                                  | Ella misma                                                    | Ganadora  | [ 54 ]        |
| 2020 | Telemundo's Tu Musica        | Canción del Año                                                       | «Me gusta»                                                    | Nominada  | [ 54 ]        |
| 2020 | Telemundo's Tu Musica        | Canción del Año                                                       | «La mejor versión de mi»                                      | Ganadora  | [ 54 ]        |
| 2020 | Telemundo's Tu Musica        | Álbum del año Femenino                                                | «Iluminati»                                                   | Ganadora  | [ 54 ]        |
| 2020 | Premios Juventud             | Está en todas                                                         | Ella misma                                                    | Nominada  | [ 55 ]        |
| 2020 | Premios Juventud             | Rompiendo Internet                                                    | Ella misma                                                    | Nominada  | [ 55 ]        |
| 2020 | Premios Juventud             | Canción con el Mensaje Más Poderoso                                   | «Me estás matando»                                            | Nominada  | [ 55 ]        |
| 2020 | Premio Lo Nuestro            | Remix del Año                                                         | «Me gusta (Remix)»                                            | Nominada  | [ 56 ]        |
| 2020 | Premio Lo Nuestro            | Colaboración "Crossover" del Año                                      | «Runaway»                                                     | Nominada  | [ 56 ]        |
| 2020 | Premio Lo Nuestro            | Artista Social del año                                                | Ella misma                                                    | Nominada  | [ 56 ]        |
| 2020 | Premio Lo Nuestro            | Artista femenina urbana del año                                       | Ella misma                                                    | Nominada  | [ 56 ]        |
| 2020 | Premio Lo Nuestro            | Canción urbana del año                                                | «No lo trates»                                                | Nominada  | [ 56 ]        |
| 2020 | Premio Lo Nuestro            | Colaboración urbana del año                                           | «No lo trates»                                                | Nominada  | [ 56 ]        |
| 2020 | Billboard Latin Music Awards | Top Latin Song femenina                                               | Ella misma                                                    | Nominada  | [ 57 ]        |
| 2020 | Billboard Latin Music Awards | Top Latin Album                                                       | Ella misma                                                    | Nominada  | [ 57 ]        |
| 2020 | Heat Latin Music Awards      | Mejor Artista Femenina                                                | Ella misma                                                    | Nominada  | [ 58 ]        |
| 2020 | Heat Latin Music Awards      | Mejor Colaboración                                                    | «La mejor versión de mi (Remix)»                              | Nominada  | [ 58 ]        |
| 2020 | Latin Music Italian Awards   | Best Tropical Song                                                    | «La mejor versión de mi (Remix)»                              | Ganadora  |               |
| 2021 | Premios Lo Nuestro           | Artista Premio Lo Nuestro                                             | Ella misma                                                    | Nominada  | [ 59 ]        |
| 2021 | Premios Lo Nuestro           | Artista femenina urbana del año                                       | Ella misma                                                    | Nominada  | [ 59 ]        |
| 2021 | Premios Lo Nuestro           | Canción del Año                                                       | «La mejor versión de mi (Remix)»                              | Nominada  | [ 59 ]        |
| 2021 | Premios Lo Nuestro           | Canción Tropical del Año                                              | «La mejor versión de mi (Remix)»                              | Ganadora  | [ 59 ]        |
| 2021 | Premios Lo Nuestro           | Remix del Año                                                         | «La mejor versión de mi (Remix)»                              | Nominada  | [ 59 ]        |
| 2021 | Premios Lo Nuestro           | Remix del Año                                                         | «DJ No Pare (Remix)»                                          | Nominada  | [ 59 ]        |
| 2021 | Premios Lo Nuestro           | Canción Pop/Urbana del Año                                            | «Honey Boo»                                                   | Nominada  | [ 59 ]        |
| 2021 | Premios Soberano             | Artista y/o agrupación destacada en el extranjero (2019)              | Ella Misma                                                    | Ganadora  | [ 60 ] [ 61 ] |
| 2021 | Premios Soberano             | Artista y/o agrupación destacada en el extranjero (2020)              | Ella Misma                                                    | Ganadora  | [ 60 ] [ 61 ] |
| 2021 | Premios Juventud             | La Mezcla Perfecta (Canción con la mejor colaboración)                | «Honey Boo»                                                   | Nominada  | [ 62 ]        |
| 2021 | Premios Juventud             | Tropical Mix (Canción con la mejor colaboración tropical)             | «Antes Que Salga El Sol»                                      | Ganadora  | [ 62 ]        |
| 2021 | Premios Juventud             | Artista De La Juventud Femenino                                       | Ella Misma                                                    | Nominada  | [ 62 ]        |
| 2021 | Premios Juventud             | La Más Pegajosa (La canción que no puedes dejar de cantar)            | «Antes Que Salga El Sol»                                      | Nominada  | [ 62 ]        |
| 2021 | Premios Juventud             | Girl Power (La mejor colaboración entre dos o más artistas femeninas) | «Ram Pam Pam»                                                 | Ganadora  | [ 62 ]        |
| 2021 | Premios Juventud             | Girl Power (La mejor colaboración entre dos o más artistas femeninas) | «Las Nenas»                                                   | Nominada  | [ 62 ]        |
| 2021 | Premios Juventud             | Social Dance Challenge (El dance challenge más imitado en las redes)  | «Las Nenas»                                                   | Nominada  | [ 62 ]        |
| 2021 | Premios Juventud             | Juntos Encienden Mis Redes (Parejas que más comparten en sus redes)   | Ella Misma con Raphy pina                                     | Ganadora  | [ 62 ]        |
| 2025 | Premios Lo Nuestro           | Colaboración "crossover" del año                                      | «To the beat» (con Dimitri Vegas & Like Mike, Regard y Sash!) | Nominados | [ 63 ]        |